# Skandagupta
Skandagupta (Sanskriet: स्कन्दगुप्त) was keizer ("maharajadhiraja") van het Guptarijk in India tussen ongeveer 455 en 467 n.Chr.. Zijn belangrijkste militaire wapenfeiten waren het neerslaan van een opstand van de Pushyamitra's in de Dekan en het verslaan van de Witte Hunnen.
Skandagupta's afkomst is onduidelijk. Waarschijnlijk volgde hij rond het jaar 455 zijn vader Kumaragupta op als keizer. Hij noemt, tegen de gewoonte in, nooit zijn moeder in inscripties. Daarom gaan veel historici ervan uit dat Skandagupta's moeder een onbelangrijke bijvrouw uit Kumaragupta's harem was. Skandagupta's naam wordt weggelaten in latere inscripties. Dit kan erop wijzen dat zijn opvolgers hem niet erkenden, bijvoorbeeld omdat ze hem als usurpator beschouwden.
De opstand van de Pushyamitra's vond plaats aan het einde van de regering van Kumaragupta. Skandagupta leidde het leger dat de opstand neersloeg. Ook wist hij invallen van de Witte Hunnen vanuit het noordwesten tot staan te brengen. Mogelijk was het vanwege zijn reputatie als oorlogsleider dat hij de troon van zijn vader overnam. Volgens een contemporaine inscriptie werden daarbij "alle andere prinsen" terzijde geschoven. Skandagupta zou overal in het rijk legerplaatsen en versterkingen hebben aangelegd. Deze militaire paraatheid zal geholpen hebben toen de Hunnen opnieuw India binnenvielen in 455, en Skandagupta de invallers wist te verslaan.
Hoe capabel Skandagupta ook was als militair leider, economisch ging het slechter onder zijn regering. Dat was voornamelijk het gevolg van verminderde inkomsten uit de handel met het westen dankzij het verval van het Romeinse Rijk. Skandagupta's munten bevatten minder goud dan die van zijn voorgangers en de kosten van zijn militaire activiteiten zullen een beslag op de schatkist hebben gelegd.
Als jaar van overlijden van Skandagupta wordt meestal 467 aangehouden. Hij zou zijn opgevolgd door zijn halfbroer Purugupta, die slechts enkele jaren aan de macht kan zijn gebleven. Mogelijk waren Purugupta en Skandagupta echter dezelfde persoon. Over de opvolging na het overlijden van Purugupta is nog minder bekend, maar rond 476 kwam Budhagupta aan de macht, een zoon van Purugupta die een lange regering zou hebben.